# Hjalmar Lindblom
Johan Hjalmar Lindblom, född 21 april 1901 i Landskrona, död 5 februari 1990 i Möllevångens församling, var en svensk målare och tecknare
Lindblom bedrev privata studier för olika konstnärer i Nederländerna och Frankrike. Hans konst består av Skånska landskap ofta med vintermotiv, blomsterstilleben och interiörer i tuschlavyr. Lindblom är begravd på Limhamns kyrkogård i Malmö.